# Itkul (wieś w obwodzie czelabińskim)
Itkul (ros. Иткуль) – wieś (sieło) w Rosji, w obwodzie czelabińskim, w okręgu miejskim Wierchniego Ufaleju. W 2010 liczyła 122 mieszkańców.